# Jessie Dahlström
Jessie Mary Dahlström, född 27 juli 1887 i Chester i England, död 6 februari 1969 i Johannebergs församling, Göteborg, var en svensk konstnär.
Hon var dotter till advokaten Henry Taylor och Agnes Venables, samt 1915 gift med sjukgymnasten och senare innehavaren av Svensk-engelska konstgalleriet i Stockholm, Fredrik Dahlström (1883–1964). 
Dahlström studerade en kortare tid vid Académie Colarossi i Paris 1903, vid London School of Art 1905–1907 och ytterligare studier i Paris 1908 samt under studieresor till bland annat Italien och Nordafrika. Separat ställde hon ut i England och Stockholm. Hon medverkade i Föreningen Svenska Konstnärinnors utställningar i Sverige, USA och England samt med Svenska konstnärernas förenings samlingsutställningar.
Hennes konst består av stilleben, porträtt och landskapsmålningar i olja eller akvarell.
Dahlström är representerad vid Stadsmuseet i Stockholm med målningen Julmarknad på Stortorget.